# 막도
막도(幕島)는 경상남도 통영시 욕지면에 있는 섬이다. 특정도서로 지정하여 관리되고 있다.

## 특정도서
막도는 주상절리, 수직형 해식애, 타포니 등이 발달하여 지형경관이 우수하고, 해안무척추동물상이 풍부하며, 해조식생이 다양하여 독도 등 도서지역의 생태계보전에 관한 특별법에 의거 특정도서로 지정되었다.
- 지정번호 : 제136호
- 면적 : 8,727m2
- 지번 : 경상남도 통영시 욕지면 노대리 산5